# Jürgen Bloech
Jürgen (Friedrich) Bloech (* 3. Juni 1938 in Tranßau im Samland, Ostpreußen) ist ein deutscher Betriebswirt und Hochschullehrer in Göttingen und Kaliningrad.

## Leben
Nachdem er die amerikanische und deutsche Hochschulreife in Pennsylvania (1957) und Bad Sooden-Allendorf (1958) erlangt hatte, studierte Bloech Elektrotechnik an der TH München. 1959 wurde er Mitglied des Corps Suevia München. 1963 wurde er Diplom-Ingenieur. Die Georg-August-Universität Göttingen promovierte ihn 1966 zum Dr. rer. pol. Nach der Habilitation (1969) wurde er 1970 von der Universität Göttingen auf den Lehrstuhl für Betriebswirtschaftslehre berufen. 1992 kehrte er ins heimatliche Samland zurück, indem er eine nebenamtliche Honorarprofessur der Universität Kaliningrad annahm. Aktuell ist er Professor für Allgemeine Betriebswirtschaftslehre insbesondere Unternehmensplanung an der Privaten Fachhochschule Göttingen.
Verheiratet ist er seit 1963 mit Gisela Bloech geb. Behrens. Das Ehepaar hat drei Kinder.

## Ehrungen
- Ehrendoktor der Universität Kaliningrad (1993)

## Werke
- Einführung in die Produktion, 6. Auflage. Springer, Berlin 2008.
- mit Götze U: Investitionsrechnung, 4. Auflage. Springer, Berlin 2004.
- Management und Controlling von Einkauf und Logistik. Deutscher Betriebswirte-Verlag, Gernsbach 2003.
- mit Spalke T: Strategische Planung in Unternehmensberatungen. Institut für Betriebswirtschaftliche Produktions- und Investitionsforschung, Göttingen 2002.